# Giovanni Maria da Crema
Œuvres principales
Con lagrime e sospiri, O felici occhi miei
Giovanni Maria da Crema (1492 - 1550), nommé Joannes Maria Cremens en latin,, est un compositeur et luthiste italien de la Renaissance.

## Biographie
On ne connaît presque rien de la vie de Giovanni Maria da Crema, sauf qu'il est probablement né vers 1492 à Milan ou à Crema et est mort vers 1550,.
Un élément qui plaide pour une naissance à Crema est l'appellation latinisée en Cremens qui revient fréquemment sur le frontispice de ses œuvres.
Les informations biographiques sur ce compositeur sont rares et pas toujours plausibles : la seule information fiable est son appartenance au cercle du célèbre luthiste Francesco da Milano,.
Il est parfois confondu avec le luthiste du pape Léon X connu sous les noms de Giovan Maria Giudeo, Gian Maria Giudeo, Gian Maria Allemani, Gian Maria Alemanno ou Johannes Maria Alemannus,,,, un juif converti auquel le souverain pontife accorda le titre de comte.
Giovanni Maria da Crema est probablement un des membres du sextuor de violes de gambe qui jouait à la cour du roi Henri VIII d'Angleterre en 1540.
En 1547, sa réputation avait franchi les frontières de l'Italie, comme en témoignent les quelques extraits du Libro primo réédité cette année à Louvain par l'éditeur Pierre Phalèse dans l'anthologie Des chansons, gaillardes, paduanes, & motetz, reduitz en tablature de lut, livre Vme.

## Œuvres
Considéré comme l'un des meilleurs joueurs de luth de son temps,, Giovanni Maria da Crema fut qualifié par ses contemporains d’excellentissimo sonatore, d’eccellente musico, et d'« eccellente musicho e sonator di lauto ».
Il est, après il divino Francesco da Milano, le compositeur qui a laissé les plus beaux ricercari pour luth.
Les quinze ricercare qui lui sont attribués sont parmi les plus beaux de son époque.
Les deux recueils de luth de Giovanni Maria da Crema qui ont survécu ont été publiés à Venise en 1546.

## Discographie
- Christopher Wilson
  - Dall'Aquila / da Crema : Ricercars / Intabulations / Dances - Naxos 1996